# Павлов, Владимир Гаврилович
Владимир Гаврилович Павлов (1929—1999) — советский и российский партийный и государственный деятель.

## Биография
Родился 15 августа 1929 года в Вилючанском наслеге Сунтарского района Якутской АССР в крестьянской семье.
Окончив в 1956 году Якутский педагогический институт (ныне Северо-Восточный федеральный университет), работал учителем и директором Вилючанской средней школы, затем находился на комсомольской работе в родном улусе. Позже был первым секретарём райкома КПСС, где проявил себя умелым руководителем и организатором — в годы его работы Сунтарский район достиг высоких показателей по основным направлениям сельскохозяйственного производства.
Впоследствии работал министром просвещения Якутской АССР, инструктором ЦК КПСС, заместителем председателя Совета Министров Якутской АССР, секретарем Якутского обкома КПСС и первым секретарем Якутского горкома КПСС. С 1973 по 1976 год Владимир Павлов занимал пост начальника Управления топливной промышленности ЯАССР. С 1977 года стал директором крупного предприятия республики — производственного объединения «Якутмебель». Благодаря его стараниям в Якутии создано современное мебельное производство, за что Павлов был удостоен Государственной премии республики.
Умер в Якутске 12 августа 1999 года.
Именем В. Г. Павлова названы Сунтарская школа первой ступени и объединение «Якутмебель». В селе Сунтар создан его мемориальный музей. В Якутске ему установлена мемориальная доска.

## Награды
- Был награждён орденом Трудового Красного Знамени и многими медалями СССР, а также высшим орденом Pеспублики Саха (Якутия) «Полярная звезда» (1997)[3].
- Лауреат Государственной премии Республики Саха (Якутия) (за успешное освоение итальянской технологии производства мебели из местной массивной древесины).
- Удостоен званий «Заслуженный экономист РФ», «Заслуженный работник народного хозяйства PC (Я)», «Отличник образования PC (Я)» и Почетной грамоты Президента Республики Саха (Якутия).
- Почетный гражданин Сунтарского улуса и города Якутска.